# 오일러 항등식
수학에서 오일러 항등식(영어: Euler's identity)은 자연로그의 밑({\displaystyle e})과 허수 단위({\displaystyle i}), 원주율({\displaystyle \pi }) 사이의 간명한 관계를 나타내는 등식으로, "세상에서 가장 아름다운 등식"으로 알려져 있다.

## 정의
오일러 항등식은 다음과 같다.
{\displaystyle e^{i\pi }=-1}
다음과 같이도 쓰인다.
{\displaystyle e^{i\pi }+1=0}
여기서
- {\displaystyle e}는 자연 로그의 밑이다.
- {\displaystyle i}는 허수 단위이다.
- {\displaystyle \pi }는 원주율이다.

## 증명

일반각에서의 오일러의 등식

오일러 항등식은 다음과 같은 오일러 공식의 특수한 경우이다.
{\displaystyle e^{ix}=\cos x+i\sin x\qquad \forall x\in \mathbb {R} }
여기에
{\displaystyle x=\pi }
를 대입하면 오일러 항등식을 얻을 수 있다.

## 역사
1768년에 출판된 레온하르트 오일러의 책 《Introduction》에 수록되었다.

## 같이 보기
- 오일러의 공식
- 원주율